# Локомотив (волейбольний клуб, Київ)
ВК «Локомотив» — відомий історичний чоловічий волейбольний клуб із міста Київ, Україна, заснований в 1937 році.
Київський «Локомотив» — є десятиразовим чемпіоном УРСР[джерело?], дворазовим чемпіоном України, багаторазовим призером чемпіонату УРСР і України[джерело?], багаторазовим володарем Кубка УРСР і України[джерело?]!

## Історія
Волейбольний клуб «Локомотив» заснований в 1937 році в Києві. Клуб брав участь у чемпіонатах і кубках УРСР, СРСР і України серед чоловіків.
У лютому 1960 команда «Локомотив», за сприяння начальника Південно-Західної залізниці Петра Кривоноса, знову вийшла на старт всесоюзного чемпіонату, виборовши 6-е місце. У тому році київський «Локомотив» завоював срібні медалі чемпіонату УРСР.
У сезоні 1968/69 років, відставши в підсумковій таблиці лише на два очки від алма-атинського «Буревісника», «Локомотив» під керівництвом Юрія Савченка завоював срібні медалі всесоюзної першості. Два рази, в 1966 і 1981 роках, залізничники вигравали бронзові нагороди, в 1973-м «Локомотив», який тренував Вадим Шамшур, вперше став володарем Кубка СРСР.
Найсильніших гравців київського колективу регулярно викликали в збірні УРСР і СРСР. Володимир Іванов і Борис Терещук у складі збірної СРСР в 1968 році завоювали золоті медалі Олімпійських ігор в Мехіко, Юрій Панченко став чемпіоном московської Олімпіади-1980. Лідерами «Локомотива» в період розквіту також були Павло Воронков, Святослав Валицький, Олександр Гутор, Олег Запорожець, Михайло Овсянкин — ці гравці неодноразово входили в традиційні списки 24 найсильніших волейболістів УРСР і СРСР.
З кінця 1970-х команду тренував Борис Терещук. У 1984 і 1986 роках київський колектив вибував з вищої ліги СРСР, але двічі в неї повертався. Під керівництвом Бориса Терещука, у 1988 і 1990 роках кияни ставали володарями Кубка СРСР.
Після відродження незалежної державності України в 1991 році і до середини 1990-х «Локомотив» продовжував залишатися одним з провідних клубів України. Під керівництвом Бориса Терещука команда в 1993 році стала переможцем першого розіграшу Кубка України, а в 1995 році виграла чемпіонат України.
Проблеми з фінансуванням не дозволили «Локомотиву» домогтися нових досягнень, до 2000 року команда виявилася в першій лізі. У березні 2004 року була закрита дитяча-юнацька спортивна школа, а незабаром і сам «Локомотив» тимчасово припинив існування.
Улітку 2005 року Київська обласна федерація волейболу вирішила відродити клуб. Під назвою «Команда міста Києва» колектив взяв старт у вищій лізі чемпіонату України. Тренером команди призначили чемпіона Європи 1981 року й одного з найвідоміших гравців «Локомотива» Павла Воронкова, який виступав у його складі протягом 26 років аж до розпаду клубу — з 1976 по 2004 рік, за винятком двох сезонів на початку 1980-х, проведених у ЦСКА. У березні 2006 року команда стала правонаступницею назви і традицій київського «Локомотива», а через місяць завоювала право виступати в Суперлізі.
У сезоні 2006/07 років «Локомотив», ведений новим наставником, Ігорем Поповим, посів 3-е місце в розіграші Кубка України і 5-е місце в Суперлізі, а у 2008 році через 13 років знову став чемпіоном країни. За підсумками регулярного чемпіонату кияни пропустили на перше місце харківський «Локомотив», однак у фінальній серії обіграли його з результатом 3-0. У складі переможців грали Дмитро Бабков, Костянтин Бакун, Віталій Братчик, Юрій Гладир, Ігор Дьогтєв, Костянтин Жилінський, Денис Зуй, Володимир Марценюк, Євген Нирка (капітан команди), Павло Остапенко, Богдан Середа, Роман Спориш, Ярослав Тарган, тренував команду В'ячеслав Нирка.
У сезоні 2008/09 років залізничникам потрібно було не тільки відстоювати чемпіонський титул, а й виступати в єврокубку. Склад команди посилили Віталій Кіктєв (із SGK Ankara, перед цим грав у харківському «Локомотиві»), Юрій Воробей і Володимир Лисобей із «Кримсоди», Сергій Середа з «Юракадемії». Однак реалізувати амбітні плани не вдалося: у фіналі Кубка України кияни програли харківським одноклубникам, у січні 2009 року вибули з розіграшу Кубка Європейської конфедерації волейболу на стадії 1/8 фіналу, нічого не зумівши протиставити польському колективу «Ястшембський Венґель». Тим часом клуб позбувся підтримки з боку основного спонсора і почав втрачати гравців. Так Жилінський і Середа вирушили до Чернівців і допомогли місцевому «Будівельнику» виграти срібло національного чемпіонату, Дьогтєв і Бакун поїхали за кордон, Кіктєв повернувся до Харкова, а Євген Нирка перейшов на роботу у Всеросійську федерацію волейболу. У вирішальних матчах сезону кияни всуху програли харківському «Локомотиву» в півфінальній серії плей-офф і «Кримсоді» в серії за 3-е місце.
Новий чемпіонат, 2009/10 років, «Локомотив» починав без В'ячеслава Нирки (очолив команду колишній другий тренер Юрій Грицюта) і новим складом — з минулого року в команді залишилися тільки Юрій Воробей, Ярослав Тарган і Павло Остапенко. Після шести проведених матчів, з яких залізничникам не вдалося виграти жодного, клуб відмовився від подальшої участі в Суперлізі. Рішенням Федерації волейболу України «Локомотив» перевели в першу лігу. За підсумками сезону кияни стали переможцями турніру в першій лізі.
У чемпіонатах 2010/11 і 2011/12 років «Локомотив» зайняв 3-е місце у вищій лізі.
Наприкінці 2012 року через складне фінансове становище команда знялася зі змагань у Вищій лізі в сезоні 2012/13.

## Досягнення
Чемпіонат України:
- Чемпіон (2): 1995, 2008
- Срібний призер (1): 1994

Кубок України:
- Володар (1): 1993

Чемпіонат СРСР/Вища ліга:
- Срібний призер (1): 1969
- Бронзовий призер (2): 1966, 1982.

Кубок СРСР:
- Володар (3): 1973, 1988, 1990.
- Срібний призер (2): 1972, 1977.

Чемпіонат УРСР
- Чемпіон (11): 1963, 1965, 1969 (літо), 1970, 1971, 1975, 1980, 1983, 1987, 1988, 1989.
- Срібний призер (7): 1960 (осінь), 1966, 1967, 1968, 1978, 1981, 1986.
- Бронзовий призер (7): 1961, 1962, 1976, 1979, 1982, 1984, 1990.

Кубок УРСР
- Володар (3): 1977, 1988, 1990.
- Фіналіст (3): 1972, 1973, 1974.